# Кляич, Мирко
Мирко Кляич (серб. Мирко Кљајић; 30 сентября 1912, Горня-Плоча — 2 апреля 1942, Бобаре) — югославский партизан времён Народно-освободительной войны Югославии, Народный герой Югославии.

## Биография
Родился 30 сентября 1912 в Плоче. Родом из крестьянской семьи. Славонский серб, православный. Окончил четыре класса средней школы Госпича, поступил в семинарию, откуда вскоре ушёл из-за тяжёлого материального положения. В 1929 году с родителями переехал в Нову-Градишку, где в 1933 году окончил среднюю школу с отличием. Окончил юридический факультет Загребского университета, работал адвокатом в Нове-Градишке.
В молодости Мирко увлёкся материалистической философией и марксизмом. В 1935 году был принят в Коммунистическую партию Югославии, занимался партийной деятельностью в Нове-Градишке и её окрестностях, собрав круг единомышленников из рабочих, интеллигентов и молодых людей. Состоял в левом крыле Хорватской крестьянской партии, был одним из сооснователей организаций «Сељачке коло» и «Сељачка слога». В 1939 году Мирко был избран главой городского комитета Новой-Градишки, а при поддержке Раде Кончара 23 марта 1940 возглавил и окружной комитет, куда была перенесена его штаб-квартира из Пакраца. Кляич участвовал в V съезде КПЮ с 19 по 23 октября 1940. Незадолго до войны арестовывался полицией, но затем был отпущен.
В 1941 году Кляич был призван в югославскую армию, войну он встретил в Боснии. 20 апреля 1941 бежал в Нову-Градишку, где в трудных условиях начал партизанское движение, распространяя нелегальную литературу и создавая ячейки для будущей вооружённой борьбы. Во второй половине мая Мирко был арестован усташами и брошен в тюрьму, где его постоянно избивали. Для большего устрашения усташи приводили его в родной дом и пытали на глазах у отца. Того сразил приступ инсульта, но Мирко отказался выдавать своих соратников. Осенью 1941 года с двумя сокамерниками Кляич сбежал из тюрьмы и перебрался в Псунь, где вступил в партизанский отряд. Усилиями Мирко были созданы многочисленные партизанские группы в окрестностях Псуни, и во второй половине января 1942 года он возглавил 1-ю роту в должности политрука, а 20 марта стал политруком батальона.
Убит 2 апреля 1942 близ села Бобаре усташами в результате нападения из засады. 27 ноября 1953 посмертно представлен к званию Народного героя Югославии.